# Antonio Mršić
Antonio Mršić (Vinkovci, 5 giugno 1987) è un calciatore croato, centrocampista o attaccante dell'Hrvatski vitez Posedarje.

## Caratteristiche tecniche
Trequartista, all'occorrenza può ricoprire i ruoli di prima o seconda punta.

## Carriera
Ha giocato nella prima divisione croata, in quella israeliana ed in quella turca.

## Palmarès

### Club

#### Competizioni nazionali
- Coppa d'Israele: 1

Bnei Yehuda: 2016-2017